# Троцка (станция метро)
Троцка (пол. Trocka) — станция Варшавского метрополитена, расположена в районе Таргувек вблизи перекрестка улиц Троцкой и Пратулинской. Перестала быть конечной с 28 сентября 2022 года, передав титул Брудно. 
29 октября 2015 года был выбран подрядчик, 16 февраля 2016 года станция получила разрешение на строительство, а 11 марта 2016 года был подписан договор о её строительстве. Станция была открыта 15 сентября 2019 года.
Станция «Троцка» является конечной станцией на 3,1-километровом участке, реализованном в рамках расширения «3+3», в рамках первого этапа строительства северо-восточного отрезка второй линии Варшавского метрополитена. Общая длина станции составляет 450 м, а объём всего объекта составляет 227 372 м³. Объём вентиляционной установки — 5267 м³.

## История

### Проект
26 ноября 2011 года был объявлен конкурс на разработку архитектурно-строительной концепции первой очереди западной и северо-восточной участков второй линии Варшавского метро. 25 июня 2012 года конкурс был завершён, а 21 сентября 2012 года были подписаны договоры с победителями конкурса. Проектировка трёх станций на северо-восточном участке была поручена компании «ILF Consulting Engineers Polska». Тогда же станции был присвоен код C18 и рабочее название «Таргувек II», несмотря на то, что в 2010 году Муниципальная комиссия по вопросам именования предложила название «Таргувек Пулноцны».
8 марта 2015 года в Варшаве был запущен центральный участок линии М2. Ранее, 15 октября 2014 года, когда еще продолжалось строительство центрального участка линии, был объявлен тендер на строительство новой очереди — по 3 станции с обоих концов. 10 августа 2015 года был открыт конкурс проектов по продлению линии в формате «3+3», а 29 октября компания «Metro Warszawskie» выбрала подрядчиков для строительства западной и северо-восточной участков второй линии. Подрядчиком для строительства станции, чьё название было на тот момент уже было изменено на «Троцка», была выбрана итальянская компания «Astaldi». В феврале 2016 года Муниципальная комиссия по вопросам именования предложила изменить название станции на «Таргувек-Троцка».

### Сооружение
16 февраля 2016 года были выданы первые два разрешения на строительство продолжения линии, одно из которых относилось к станции «Троцка» вместе с её путями. 8 марта было предоставлено разрешение на строительство вентиляционной системы станции, а 11 марта был подписан договор на сооружение станции. 30 марта подрядчику была предоставлена территория для строительства станции, а в ночь на 1 мая были закрыты две улицы, под которыми находится станция.
В мае 2016 года началась реконструкция подземных установок, которые препятствовали строительству станции, а в июне был завершен демонтаж уличных фонарей и вырубка деревьев. В конце июня началось выкапывание котлована для строительства станции. В июле были завершены работы по газопроводу, завершена часть предварительного выкапывания и построения стен. В августе была завершена реконструкция электрических сетей, освещена строительная площадка и соседние участки, достроены направляющие стены в части станции. В сентябре работы над подземными сетями были продолжены, проводилась подготовка внешней потолка и построен информационный павильон.
15 ноября 2016 года на строительной площадке, в присутствии представителей городской и районной администрации, а также представителей подрядчика и руководства метрополитена, был заложен фундаментный камень с капсулой, в которой содержались акт об учреждении и послание для будущих поколений. На тот момент было завершено около 70 м потолка и большинство стен возле платформы.
В конце января 2017 года продолжались работы по конструированию низкого потолка над будущим залом. В то время подрядчик определил, что строительство объекта было произведено почти на половину. Тогда предполагалось, что весной туннелепроходческие щиты будут доставлены на строительную площадку и до июня начнётся бурение тоннелей от станции.
В ночь с 23 на 24 марта был транспортирован первый туннелепроходческий щит. В начале апреля первая машина была перенесена вниз, а в середине этого месяца также продолжались работы по транспортировке второй машины. 5 мая обе машины начали работу. 13 и 14 мая на станции проходили дни открытых дверей, во время которых люди могли посмотреть на туннелепроходческий щит.